# De Roode Leeuw (Gouda)
De Roode Leeuw is een ronde stenen stellingmolen op de Vest in Gouda.

## Geschiedenis
De molen werd omstreeks 1727 gebouwd ter vervanging van een houten wipmolen op die plaats. In 1771 werd molenkap gerestaureerd. Ter herinnering aan deze restauratie is dit jaartal aangebracht in de baard van de molen. Daardoor wordt, volgens Van Dam, ten onrechte gedacht dat dit het bouwjaar van de molen geweest zou zijn. In 1894 werd de molen door de bliksem getroffen, maar werd niet onherstelbaar beschadigd. In de loop van de 20e eeuw heeft de molen gedurende een langere periode, meer dan zestig jaar, geen maalwerk verricht. Meerdere keren stond de molen in die periode op de nominatie om te worden gesloopt. Halverwege de jaren tachtig van de 20e eeuw werd de molen gerestaureerd. In 1986 was de molen weer maalvaardig. In 2007 is de molen voor het malen stilgezet in afwachting van een nieuwe restauratie, deze is reeds in 2012 voltooid.
In De Roode Leeuw bevinden zich twee windgedreven / elektrisch aangedreven koppels maalstenen.

## Zie ook

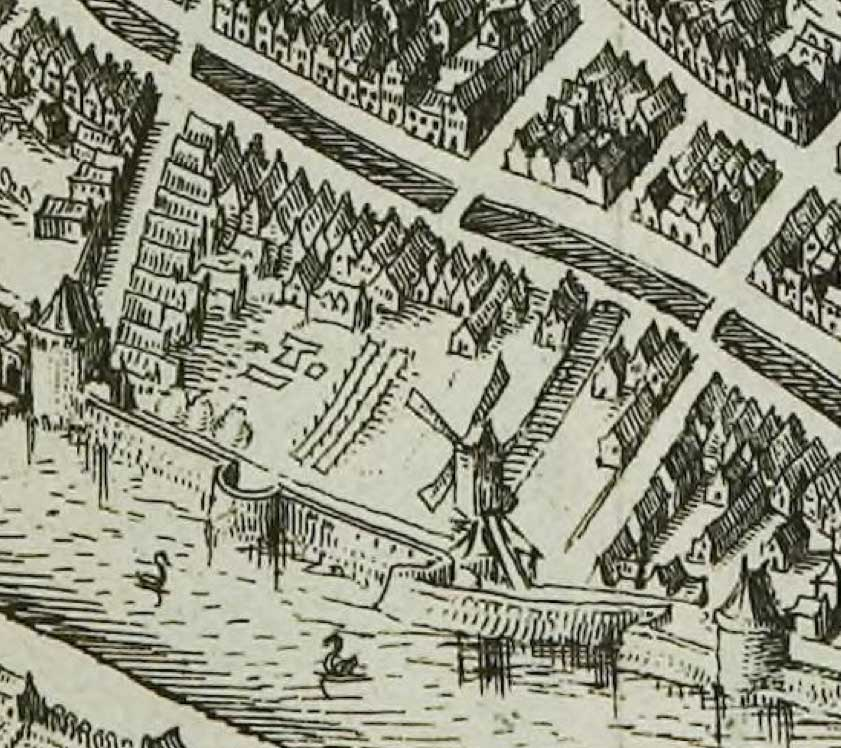
De Vest met molen op een stadsplattegrond uit 1612
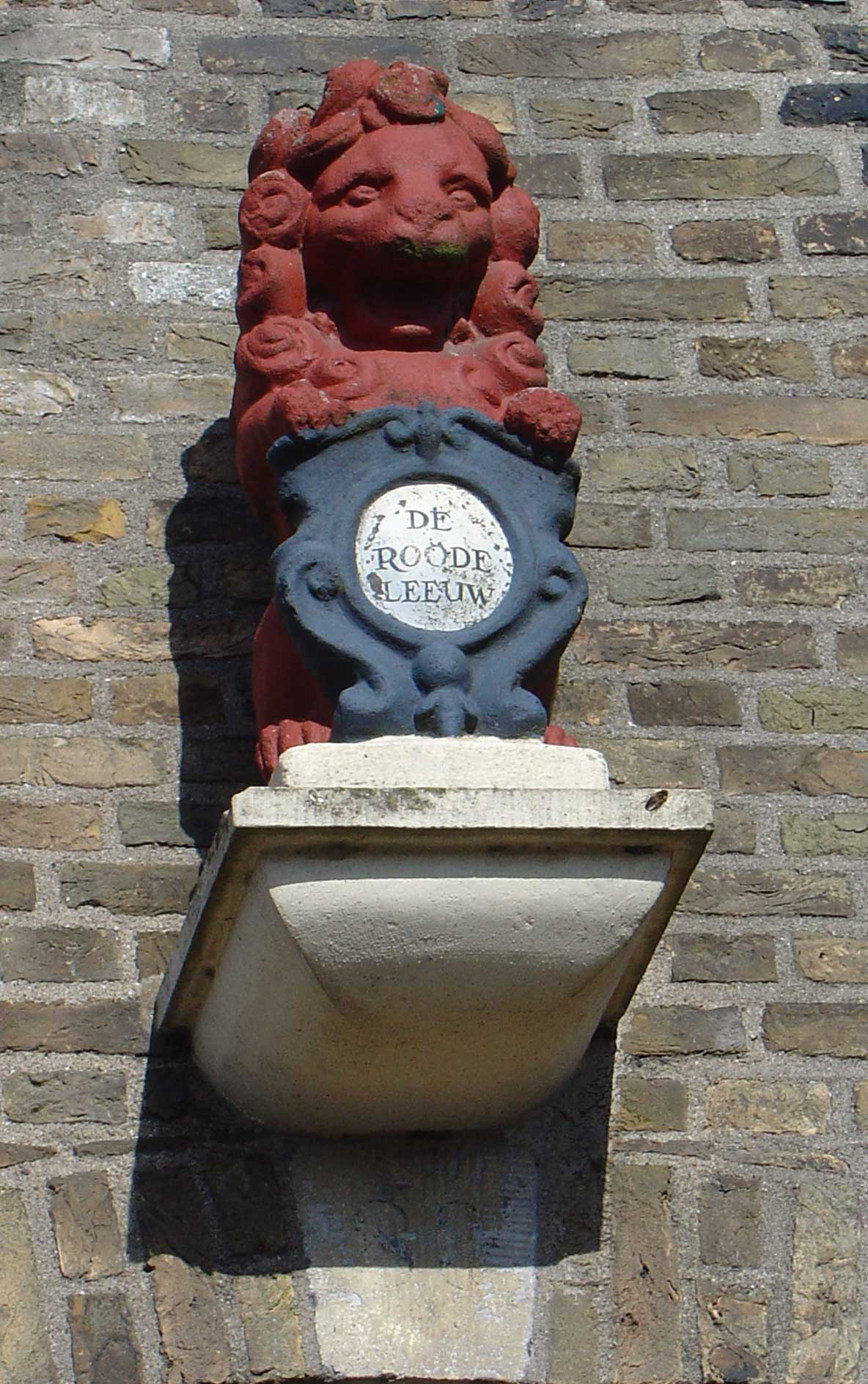
Molenbeeld De Roode Leeuw
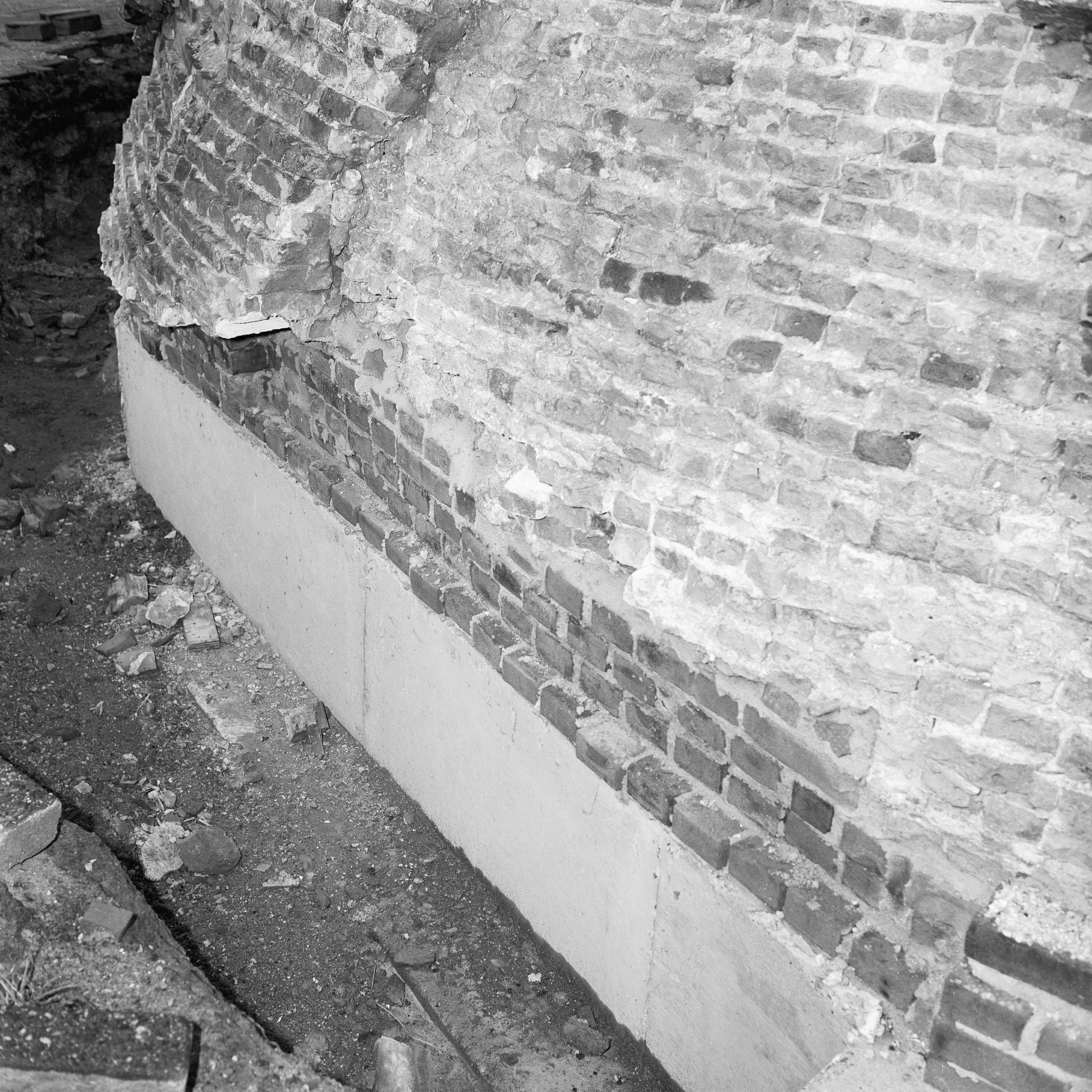
Fundering westzijde

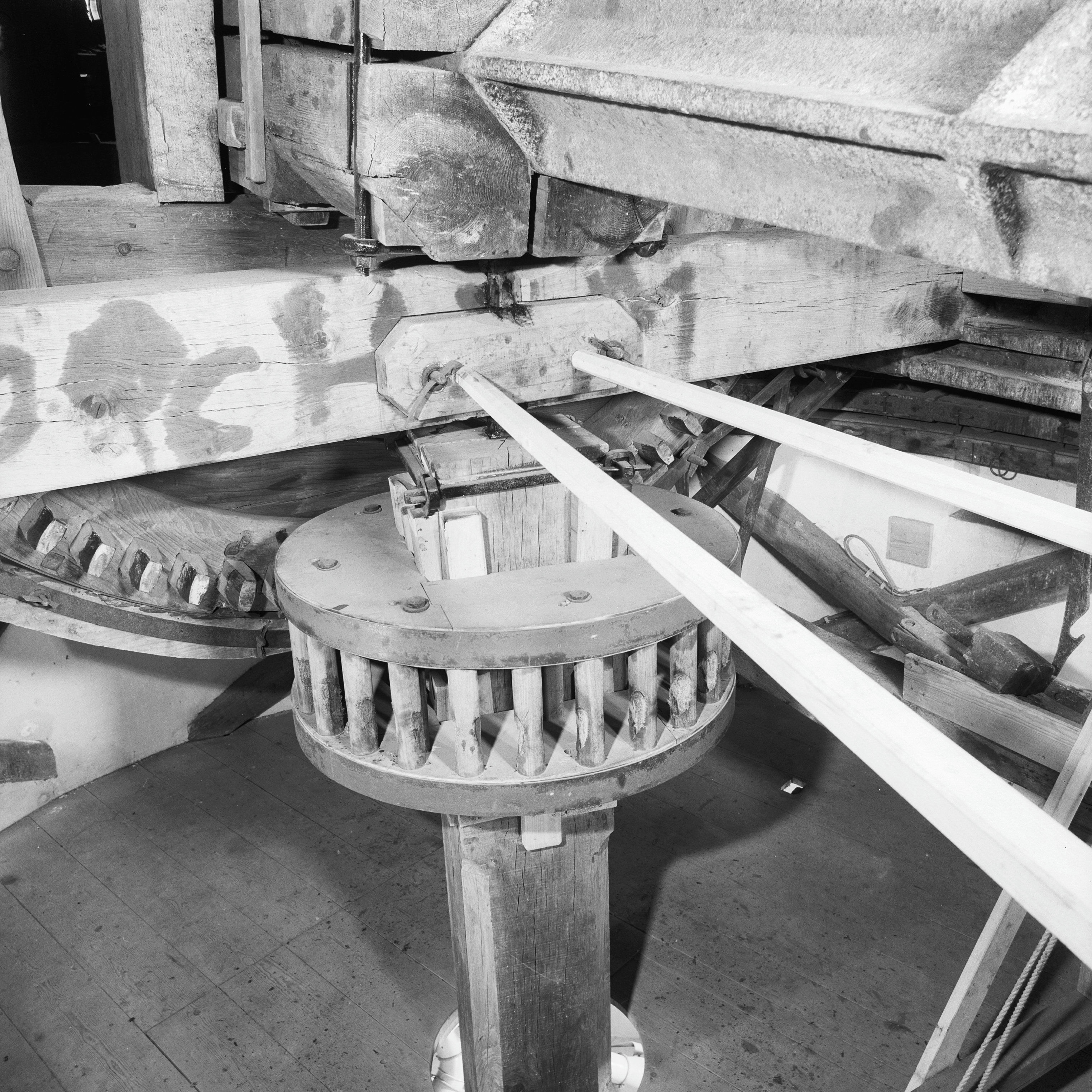
Interieur, bovenschijf
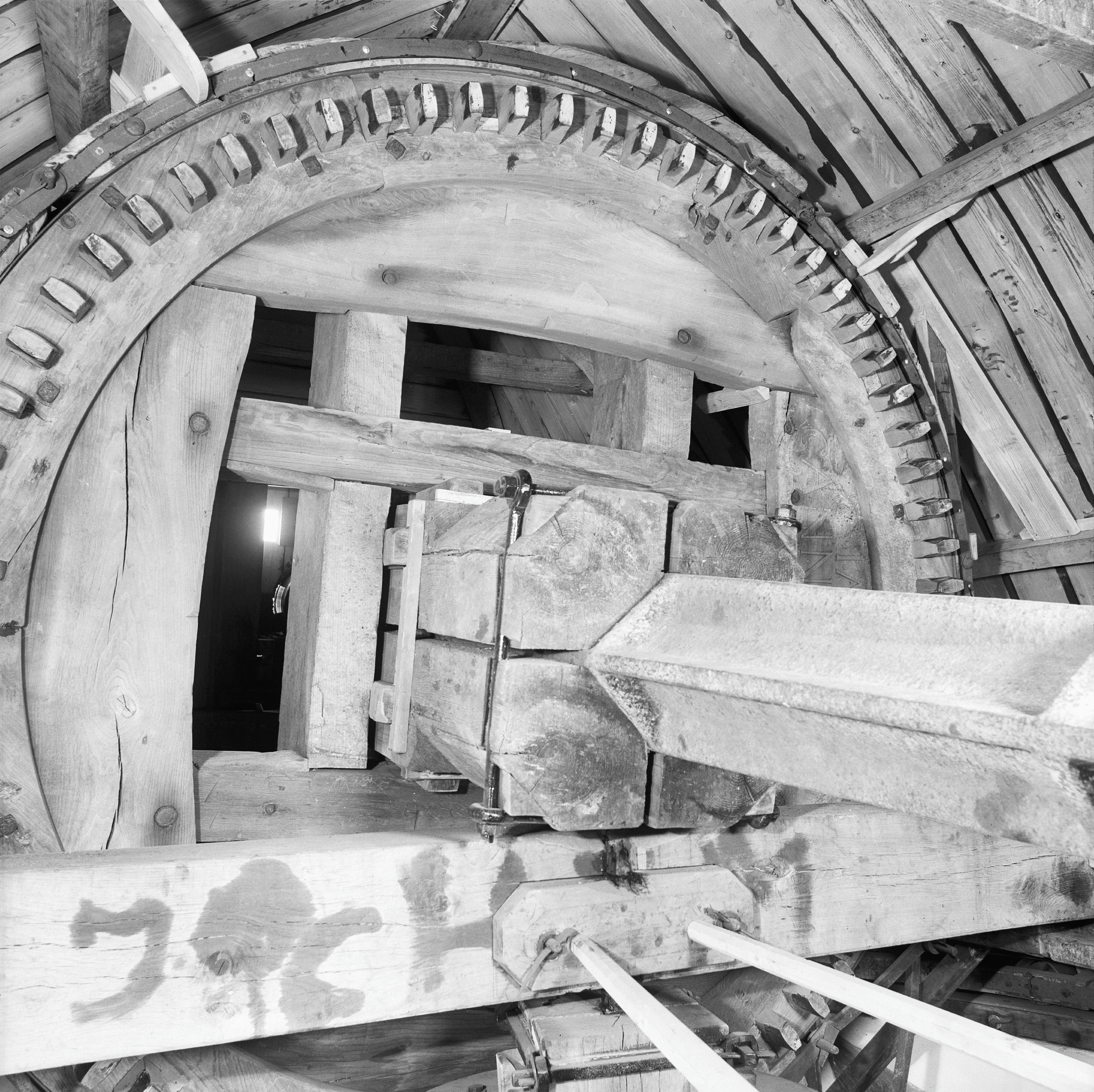
Interieur, bovenwiel met de vang
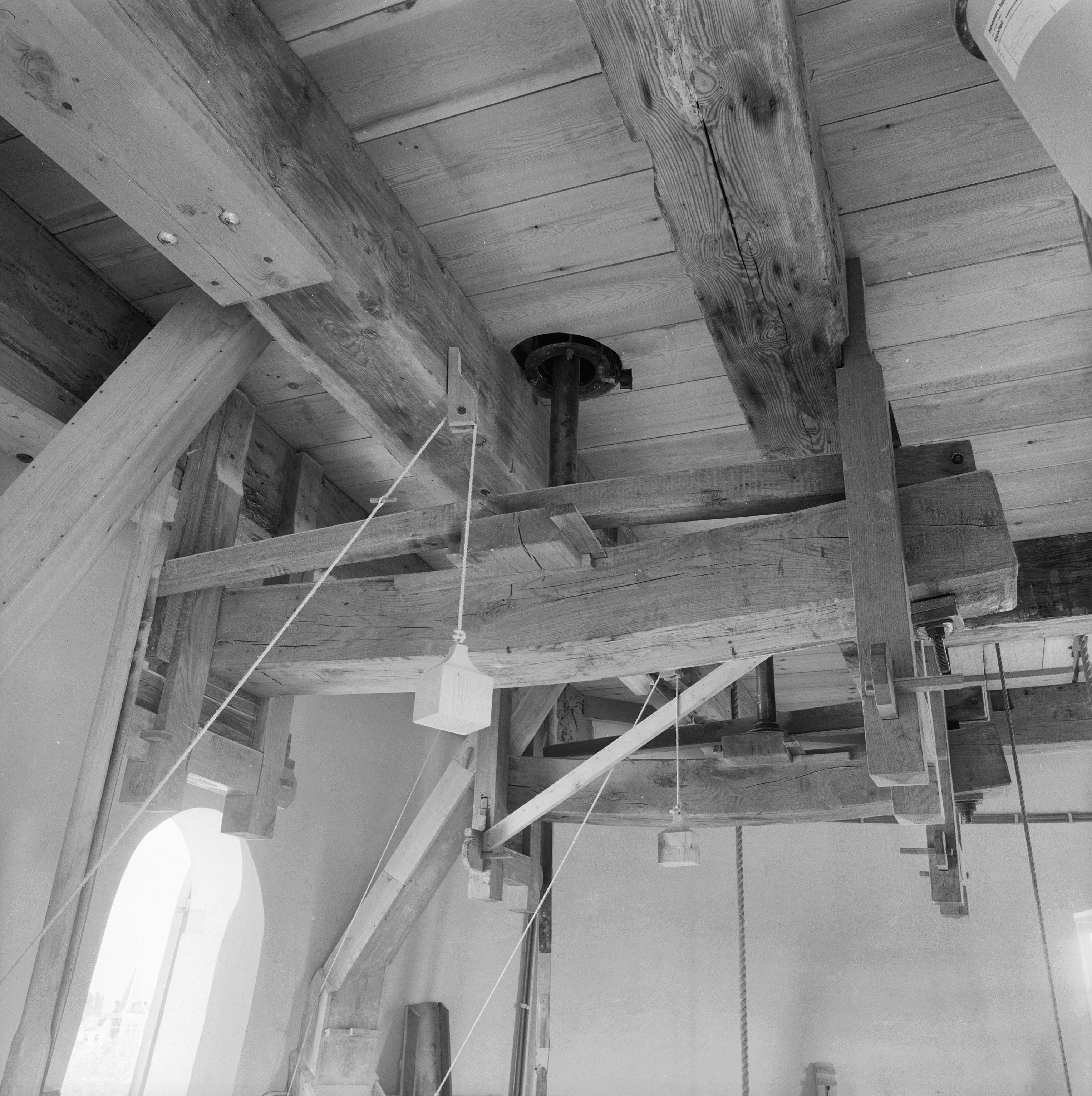
Interieur, de 2 lichten met hun pasbalken